# Пелагій
Пела́гій (грец. Πελαγιος, Pelagios; лат. Pelagius) — чоловіче особове ім'я. Походить з грецької мови, від слова пелагос (грец. πελαγος, pelagos) — «море». Поширене в християнських країнах. Жіноча форма — Пелагія (Pelágia), Пелая, Пелайя (Pelaia), Пайя (Paia). Похідні форми в країнах Піренейського півострова — Паес (Paes), Пайо (Paio), Паїс (Pais), Пелайо, Пелаю (Pelaio), Сампайо, Сампаю (Sampaio).

## Особи
- Пелагій — перший король Астурії, засновник Астурійського королівства.
- Пелагій  — черенець, засновник єресі пелагіянства.
- Пелагій I — папа римський (556—561).
- Пелагій II — папа римський (579—590).
- Пелагій Констанцівський — святий.
- Пелагій Кордовський — святий.
- Пелагій Лаодікейський — святий.
- Пелагій Ов'єдський — єпископ Ов'єдський.